# Hoya-Gonzalo
Hoya-Gonzalo (bis 1857: Oya-Gonzalo) ist ein Dorf und eine spanische Gemeinde (municipio) mit nur noch 593 Einwohnern (Stand: 2024) in der Provinz Albacete in der Autonomen Region Kastilien-La Mancha im Südosten Spaniens.

## Lage und Klima
Hoya-Gonzalo liegt im Südosten Neukastiliens etwa 21 km (Fahrtstrecke) ostsüdöstlich der Provinzhauptstadt Albacete in einer Höhe von ca. 930 m. Durch die Gemeinde führt die Autovía A-31.
Das Klima im Winter ist gemäßigt, im Sommer dagegen warm bis heiß; die eher geringen Niederschlagsmengen (ca. 403 mm/Jahr) fallen – mit Ausnahme der nahezu regenlosen Sommermonate – verteilt übers ganze Jahr.

## Bevölkerungsentwicklung
| Jahr      | 1970 | 1981 | 1991 | 2001 | 2011 | 2021 |
| Einwohner | 1027 | 784  | 740  | 765  | 745  | 561  |

## Sehenswürdigkeiten
- iberisches Gräberfeld von Los Villares
- iberisches Gräberfeld Camino de la Cruz
- Marienkirche (Iglesia de Nuestra Señora de los Remedios)
- Windmühle
- Heimatmuseum

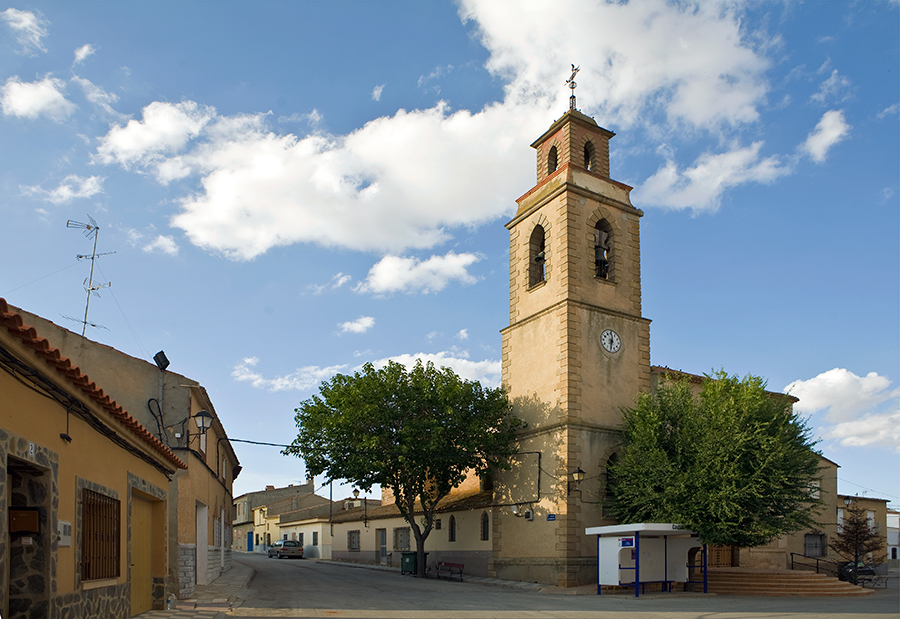
Marienkirche
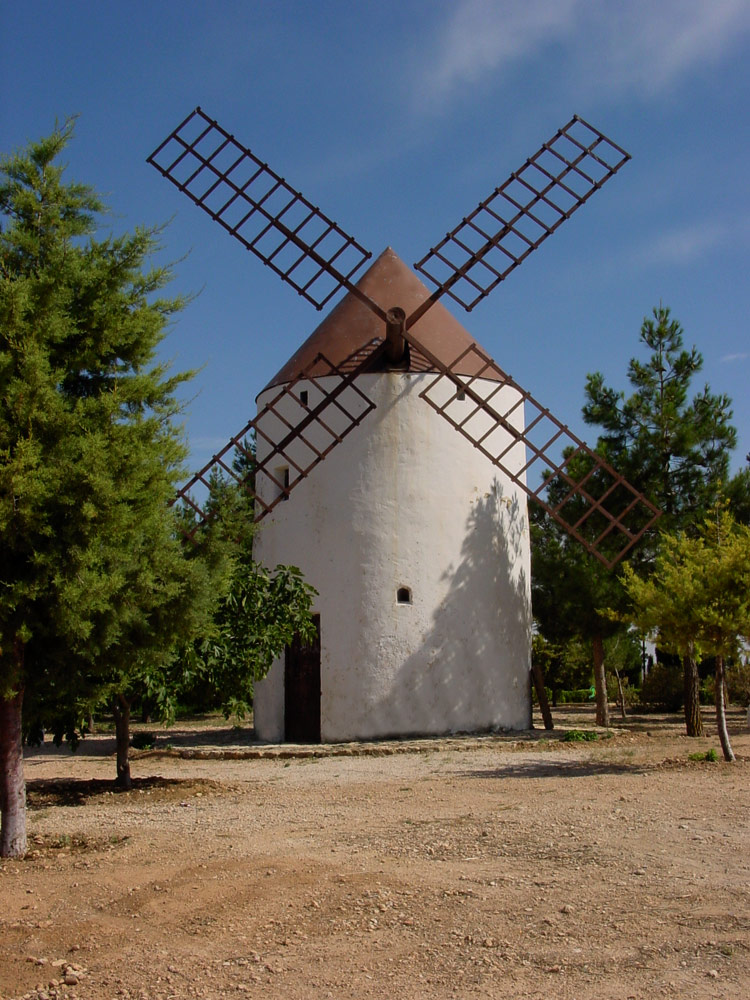
Windmühle